# Réparer les vivants (film)
Pour l’article homonyme, voir Réparer les vivants.
Pour plus de détails, voir Fiche technique et Distribution.
Réparer les vivants est un film français réalisé par Katell Quillévéré, sorti en 2016. Il s'agit de l'adaptation du roman éponyme de Maylis de Kerangal, publié en 2014.

## Synopsis
Trois jeunes Havrais font du surf sur la Manche. Lors du trajet retour, ils ont un accident de la route. L'un d'entre eux, Simon, se retrouve à l'hôpital, en état de mort cérébrale. Ses parents ont du mal à réaliser la situation... Pendant ce temps-là, à Paris, une femme est en attente d'une greffe de cœur.

## Fiche technique
- Titre : Réparer les vivants
- Réalisation : Katell Quillévéré
- Scénario : Gilles Taurand et Katell Quillévéré d'après le roman de Maylis de Kerangal Réparer les vivants
- Costumes : Isabelle Pannetier
- Photographie : Tom Harari
- Musique : Alexandre Desplat
- Sociétés de production : Les Films du Bélier, Les Films Pelléas
- Société de distribution : Mars Films
- Pays de production :  France
- Format : couleur — 2,35:1 — son DTS
- Genre : drame
- Durée : 103 minutes
- Date de sortie :
  - France : 1er novembre 2016

## Distribution
Sauf indication contraire, les informations mentionnées dans cette section peuvent être confirmées par la base de données cinématographiques IMDb,  présente dans la section « Liens externes ».
- Tahar Rahim : Thomas Rémige
- Emmanuelle Seigner : Marianne
- Anne Dorval : Claire
- Bouli Lanners : Dr Pierre Révol
- Kool Shen : Vincent
- Monia Chokri : Jeanne
- Alice Taglioni : Anne Guérande
- Karim Leklou : Virgilio Breva
- Finnegan Oldfield : Maxime
- Théo Cholbi : Sam
- Alice de Lencquesaing : Alice Harfang
- Gabin Verdet : Simon
- Galatéa Bellugi : Juliette
- Titouan Alda : Johan
- Andranic Manet : Chris
- Irina Muluile : Gisèle
- Steve Tientcheu : Hamé Gaye
- Dominique Blanc : Lucie Moret
- Danielle Arbid : Elsa

## Production
Le film a été tourné au Havre et ses environs, ville dans laquelle a grandi Maylis de Kerangal et où se déroule son roman, entre septembre et décembre 2015.

## Critiques
Pour Télérama, l'adaptation du roman au cinéma offre, « comparé au timing serré du livre, des respirations songeuses ».
Pour les Inrockuptibles, « la musique sirupeuse de l’incontournable Alexandre Desplat manque parfois de peu de faire chuter le film dans la pire nunucherie ». Néanmoins, l'hebdomadaire estime qu'« une mise en scène sans esbroufe et une redoutable direction d’acteurs permettent à Katell Quillévéré d’éviter les écueils de la nunucherie » et considère le film comme « une réussite ».